# Jorge Arbeleche

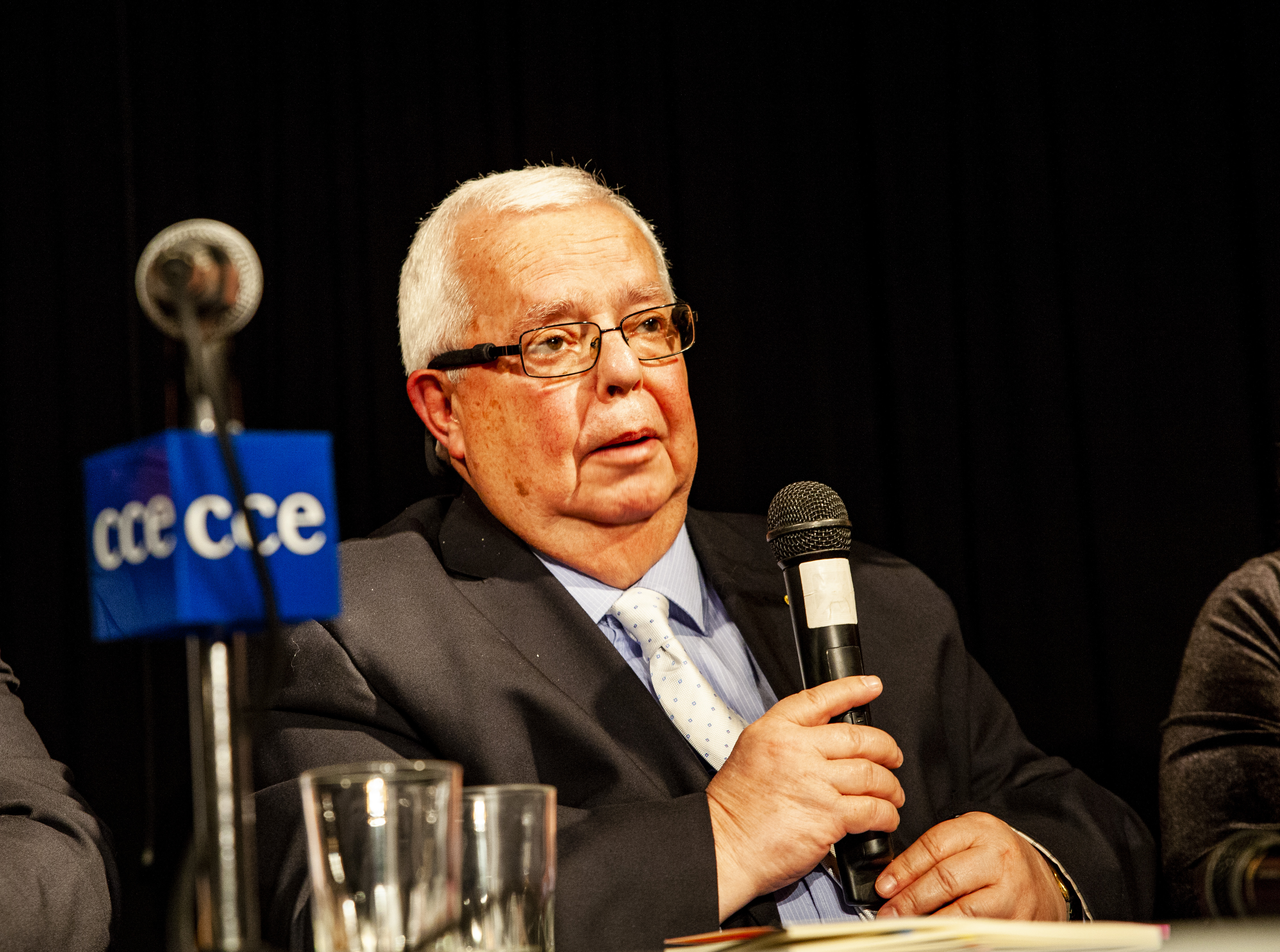
Jorge Arbeleche im Jahr 2018

Jorge Arbeleche (* 23. Oktober 1943 in Montevideo, Uruguay) ist ein uruguayischer Schriftsteller, Essayist und Dozent.

## Leben
Arbeleche schloss 1969 eine Literatur-Ausbildung am Instituto de Profesores Artigas (IPA) erfolgreich ab. Dort war er ab 1985 auch als Dozent für Spanische Literatur tätig und seit 1988 auch als Lehr-Inspektor (inspector docente) für Literatur der Sekundarstufe angestellt. Sein Debütwerk als Dichter erschien 1968 mit dem Titel Sangre a la luz. In der Folgezeit publizierte er zahlreiche Bücher, von denen Übersetzungen auf Englisch, Portugiesisch, Russisch, Französisch und Italienisch erfolgten. Auch sein essayistisches Werk, das sich beispielsweise auf Juana de Ibarbourou, Gabriel García Márquez und Sara de Ibáñez erstreckt, ist umfangreich.
Für sein literarisches Schaffen wurde er mit diversen Preisen und Auszeichnungen versehen. Seine Werke verhalfen ihm auch zu Einträgen in verschiedenen Literaturlexika und Anthologien wie beispielsweise 1993 dem Diccionario de Literatura Española e Hispanoamericana, dem Nuevo Diccionario de la Cultura Uruguaya, 1989 in der in Havanna erschienenen Antología de la Poesía Uruguaya und 1987 in Historia de la Literatura Hispanoamericana. 
Seit 1996 ist er Mitglied der Academia Nacional de Letras del Uruguay. Der Real Academia Española gehört er seit 2001 als korrespondierendes Mitglied ebenso an, wie auch der Real Academia Galega.
Arbeleche, der der „Generación del 60“ zugerechnet wird, nahm an Literaturkongressen, Seminaren und Festivals in Nord- und Südamerika, Europa und Indien teil.
Arbeleche war zudem als Berater des Uruguayischen Bildungs- und Kulturministeriums tätig.

## Auszeichnungen
- 1970: Auszeichnung für La novela hispanoamericana de hoy seitens des Instituto de Cultura Hispánica, Madrid
- 1987: Auszeichnung für Federico García Lorca: una poesía hacia la livertad seitens der Botschaft Spaniens in Montevideo
- wohl 1993: Zweiter Preis der mexikanischen Zeitschrift Plural für Agape
- 1999: Zweiter Preis des uruguayischen Bildungs- und Kulturministeriums (MEC) für El hilo de la lumbre
- 2001: Erster Preis des uruguayischen Bildungs- und Kulturministeriums (MEC) für Para hacer un pradera

## Veröffentlichungen (Auszug)
- 1968: Sangre a la luz
- 1976: Los ángeles oscuros
- 1979: Alta noche
- 1983: La casa de la piedra negra (erneut 1989)
- 1993: Agape
- 1996. Alfa y Omega
- 1997: Responsabilidad de la poesía
- 1998: El hilo de la lumbre
- 2000: Para hacer un pradera
- 2001: El velo de los dioses, Anthologie